# 安娜湾
安娜湾（俄语：Бухта Анны）是斯特列洛克湾的东部的部分，长1.7公里，宽0.9公里，面积3.6平方公里，岸长9.8公里，最深处27米。它于1858年被斯特列洛克号快船發現，1880年为了纪念安娜号纵帆船将它以此命名。1928年，同名的村在岸边建立。